# 塞繆爾·阿利托
小塞繆爾·安東尼·阿利托（英語：Samuel Anthony Alito Jr.，1950年4月1日—）是一名美國律師和法學家，現任美國最高法院大法官。2006年1月31日被喬治·沃克·布什任命為最高法院大法官。阿利托曾就讀於普林斯頓大學及耶魯大學法學院，1990年被老布什任命為第三巡迴上訴法院法官。他是第110位最高法院大法官，接替退休的桑德拉·戴·奧康納。他被認為是最高法院的保守派。